# Filandro Castellani

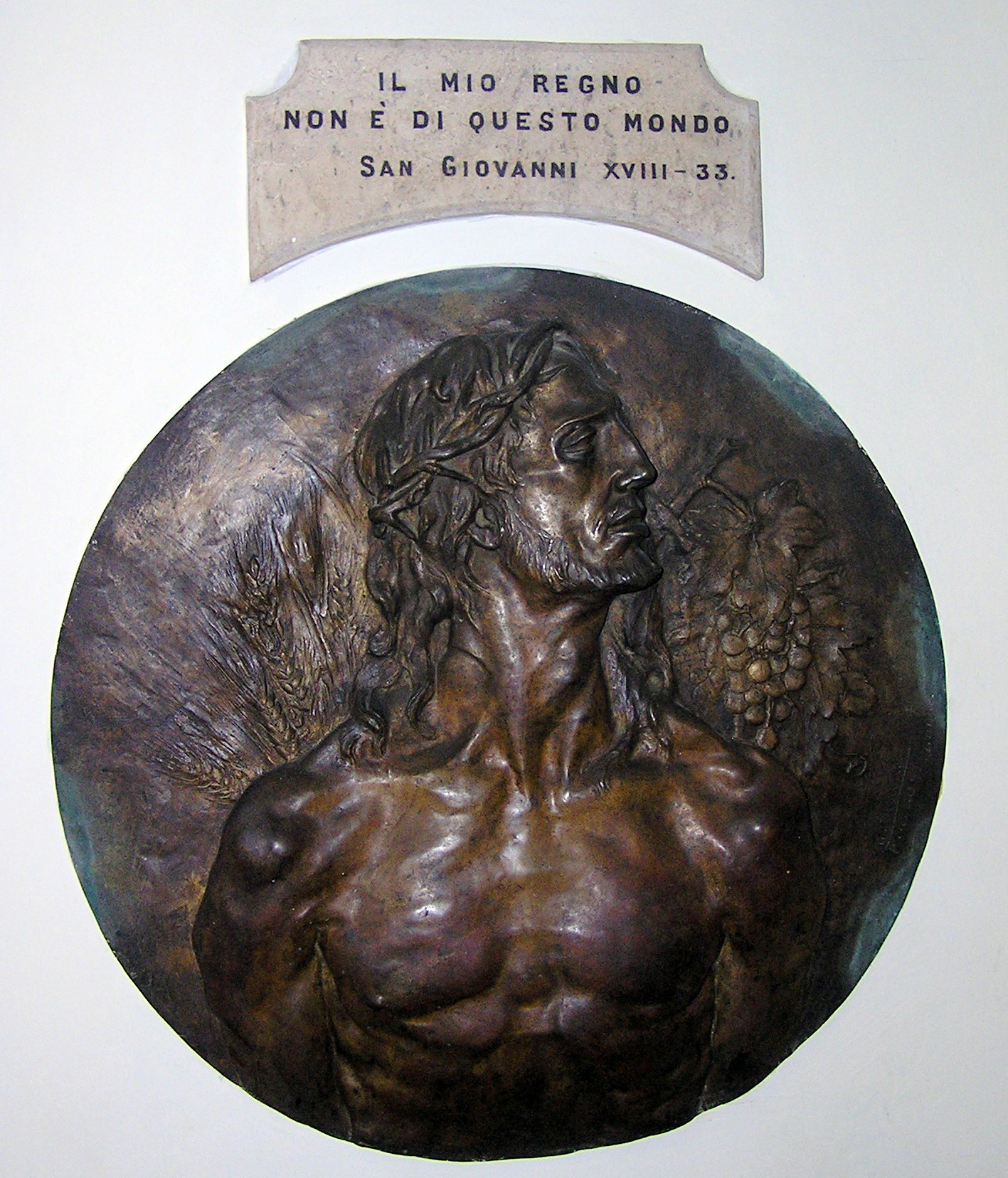
Il mio regno non è di questo mondo (Chiesa di San Domenico, Ancona).

Filandro Castellani (Ancona, 1887 – Ancona, 1942) è stato uno scultore italiano.

## Biografia
Studiò all'Istituto di Belle Arti di Roma all'inizio del '900. Fu amico e compagno di studi del pittore e concittadino Pio Pullini, dello scultore Vittorio Morelli e dell'ingegnere Amos Luchetti Gentiloni.
Fervente nazionalista, volontario e mutilato di guerra, nell'estate del 1921 partecipò ad Ancona alla prima Esposizione Marchigiana d'arte moderna. 
Eseguì poi alcune opere per la chiesa del Sacro Cuore di Ancona e un busto di Edmondo De Amicis per l'omonima scuola elementare del capoluogo marchigiano. 
Aderì al fascismo. Fu direttore della scuola professionale istituita dalla sezione locale dell'Opera Nazionale Dopolavoro.
Autore della lapide per l'atleta anconetano Guido Neri (1931), del monumento in onore di Alberto Negroni (1931) per il cimitero delle Tavernelle, del bassorilievo Il mio Regno non è di questo mondo, nella chiesa di san Domenico. 
Nel 1932 espose due bronzi di animali alla prima Mostra sindacale degli artisti marchigiani e modellò le statue allegoriche per l'Acquario (L'Arte del corallo e L'Industria). 
Partecipò alla terza Mostra sindacale di Ancona del 1935. 
Al 1941 risale il busto in onore del garibaldino e uomo politico anconetano Augusto Elia eretta al Gianicolo.